# Ocotea nobilis
Ocotea nobilis är en lagerväxtart som först beskrevs av A. C. Smith, och fick sitt nu gällande namn av André Joseph Guillaume Henri Kostermans. Ocotea nobilis ingår i släktet Ocotea och familjen lagerväxter. Inga underarter finns listade i Catalogue of Life.